# Alpine Club

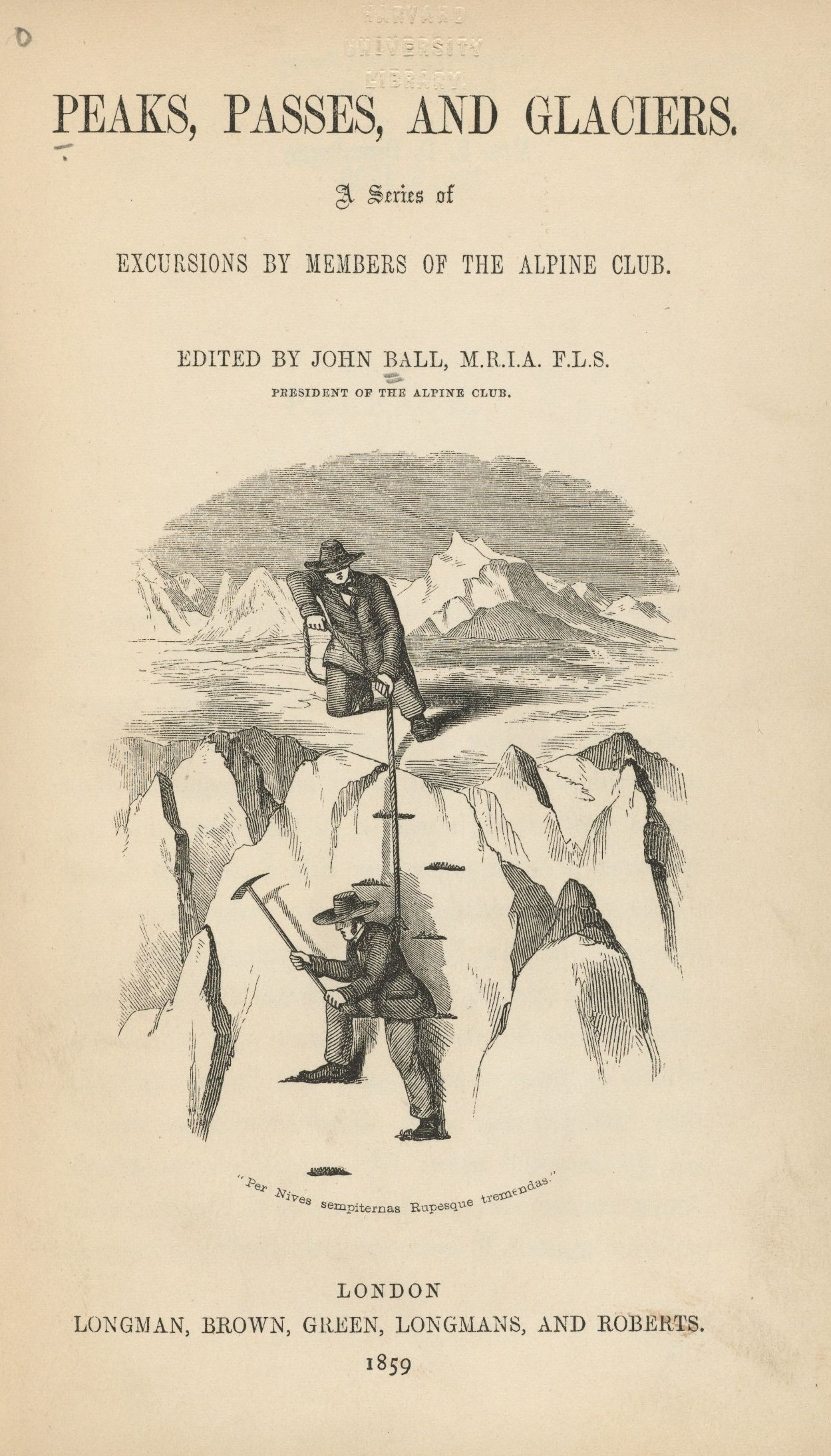
Portada d'una publicació de l'Alpine Club

L'Alpine Club és una associació britànica d'alpinisme. És el club existent més antic, fundat al Ashley's Hotel del Covent Garden de Londres l'any 1857 per Tuckett, Johan Tyndall, Kennedy, Douglas William Freshfield i W.A.B Coolidge, pioners d'aquest esport. John Ball fou elegit el primer president i Kennedy fou triat vicepresident. Ha promogut moltes investigacions, estudis i comunicacions a través dels seus contactes internacionals i amb la publicació de les revistes "Peaks, Passes and Glaciers" i "Alpine Journal" (1863).